# Comando Con Venezuela
El Comando Con Venezuela (habitualmente estilizado como Con Vzla) es una plataforma política informal venezolana establecida con el objetivo de apoyar la candidatura de María Corina Machado de cara a las elecciones primarias celebradas por la Plataforma Unitaria (principal coalición opositora al gobierno de Nicolás Maduro) el 22 de octubre de 2023 y, tras su victoria, su candidatura a las elecciones presidenciales del 28 de julio de 2024.
Ante la inhabilitación interpuesta contra Machado por la Contraloría General de la República y la ratificación de la misma por el Tribunal Supremo de Justicia a principio de año, el Comando apuntaló la candidatura igualmente fallida de Corina Yoris, y finalmente la de Edmundo González Urrutia. El Comando coordinó la campaña electoral tanto en Venezuela como en el extranjero, así como el esfuerzo de observación electoral ciudadana y el conteo paralelo realizado en las elecciones, reclamando haber recopilado hasta un 85,18 % de las actas de escrutinio emitidas durante la jornada y haciendo públicos los resultados de las mismas a través de un portal web. En la actualidad el organismo dirige los esfuerzos para defender la legitimidad de González como presidente electo de Venezuela con base a los resultados de las actas.
Debido a la complejidad jurídica enfrentada por la oposición venezolana para encarar las elecciones (en el marco de intervenciones judiciales a partidos políticos, inhabilitación de dirigentes y disputas internas dentro de la misma oposición), al hecho de que Machado y su partido (Vente Venezuela) no integran formalmente la Plataforma Unitaria, a la necesidad de la oposición de recurrir a la tarjeta electoral de la extinta Mesa de la Unidad Democrática (habilitada ante el Consejo Nacional Electoral) y de los partidos Un Nuevo Tiempo y Movimiento por Venezuela para poder concurrir a los comicios y a la incorporación tardía de González (presidente formal de la MUD como partido ante el CNE pero sin participación política de alto perfil) como candidato sustituto, la caracterización estricta del Comando Con Venezuela como fuerza política es objeto de debate. Aunque no se trata de un partido o alianza y opera sobre el papel como «comando de campaña de la Plataforma Unitaria», siendo así referida por lo general por medios internacionales, el Comando actúa por separado de la Plataforma y ejerce un papel definitorio en la toma de decisiones, lo que ha llevado a analistas y periodistas a referirse a este como la principal coordinación de fuerzas opositoras en Venezuela, pudiendo ser descrito como una coalición, un partido o un movimiento político de facto.
Para las primarias el Comando estuvo integrado por los partidos Vente Venezuela, Alianza Bravo Pueblo, Convergencia, Gente Emergente, Organización Fuerza en Movimiento, Alianza Social Independiente de Sucre, Carabobo Militancia Nacional, y Generación Independiente, sumándose poco antes del proceso la adhesión del partido Voluntad Popular. La reorganización interna previa a las elecciones vio la incorporación de elementos de los demás partidos integrantes de la Plataforma, aunque buena parte de su estructura partidaria depende de Vente Venezuela. La proclamación de González como candidato presidencial condujo a la adhesión de algunos elementos cercanos a este a las filas principales. Algunas de las fuerzas políticas integrantes de la Plataforma Unitaria, como el partido Un Nuevo Tiempo, han negado explícitamente su pertenencia al Comando.
Una importante facción de su aparato militante se sustenta en una estructura de movilización de base sin afiliación partidaria, recibiendo estos el nombre de «comanditos», que tienen a su cargo la coordinación de eventos y la difusión de propaganda. Otro elemento de movilización es la «Red 600K», la cual tuvo a su cargo la recopilación de actas electorales en las mesas de votación venezolanas durante la jornada electoral por medio de testigos de mesa y ciudadanos movilizados para su protección.
Desde su establecimiento hasta la fecha, en particular en el período previo y posterior a las elecciones presidenciales de 2024, tanto la jerarquía como los integrantes del Comando han sido objeto de una intensa represión, persecución y exilio. Integrantes de peso del equipo de campaña de Machado de cara a las primarias se encuentran refugiados en la embajada de Argentina en Caracas (capital venezolana) desde principios del año 2024, mientras que un número indeterminado de autoridades partidarias o técnicas a nivel estatal, así como testigos de mesa implicados en la defensa de las actas de escrutinio durante la jornada electoral, se encuentran privados de su libertad sin cargos, detenciones denunciadas por sus familiares como secuestros. Al menos un testigo de mesa ha sido reportado como fallecido bajo custodia del Estado venezolano. La represión contra las autoridades del Comando Con Venezuela ha sido objeto de una amplia denuncia y condena internacional por parte de organizaciones de derechos humanos y gobiernos extranjeros.

## Autoridades

### Directores a nivel estadal
Cada uno de los Comandos de Campaña Estadales está dividido en seis centrales: organización, electoral, operaciones, operación política y comunicaciones. Cada comando está encabezado por un director. Los nombres de los directores de cada comando se hicieron públicos el 22 de enero de 2024. Al día siguiente fueron detenidos Guillermo López, Juan Freites y Luis Camacaro. Desde sus nombramientos, varios de los jefes de campaña estadales han sido detenidos, forzados al exilio o se encuentran en la clandestinidad.
| Estado                                              | Director                  | Situación actual                              |
| --------------------------------------------------- | ------------------------- | --------------------------------------------- |
| Estado Amazonas                                     | Isaac Miguel Caballero    |                                               |
| Estado Anzoátegui                                   | Omar González             |                                               |
| Estado Aragua                                       | María Teresa Clavijo      | En la clandestinidad                          |
| Estado Barinas                                      | Emil Brandt               | Detenido el 8 de marzo de 2024                |
| Estado Bolívar                                      | Douglas Rodríguez         |                                               |
| Estado Carabobo                                     | Jesús Enrique Lozada      |                                               |
| Estado Cojedes                                      | Lilibeth Sandoval         |                                               |
| Estado Delta Amacuro                                | Orlando Moreno            |                                               |
| Distrito Capital                                    | Helen Fernández           |                                               |
| Estado Falcón                                       | Yanira León               |                                               |
| Estado Guárico                                      | Pedro Antonio de Mendonça | En el exilio, encargado de Mundo ConVzla      |
| Estado Lara                                         | Enrique Ferreira          |                                               |
| Estado Mérida                                       | Martha Hernández          |                                               |
| Estado Miranda                                      | Noel Álvarez              | Detenido el 10 de enero de 2025, desaparecido |
| Estado Nueva Esparta                                | Carlos Bastardo           |                                               |
| Estado Portuguesa                                   | María Oropeza             | Detenida el 6 de agosto de 2024               |
| Estado Sucre                                        | José Gregorio Contreras   |                                               |
| Estado Táchira                                      | Francisco Ramírez         |                                               |
| Estado Trujillo                                     | Guillermo López           | Detenido el 23 de enero de 2024               |
| Estado Vargas                                       | Juan Freites              | Detenido el 23 de enero de 2024               |
| Estado Yaracuy                                      | Luis Camacaro             | Detenido el 23 de enero de 2024               |
| Estado Zulia                                        | Gustavo Ruiz              |                                               |
| Fuente: Directores de Comandos de Campaña Estadales |                           |                                               |

### Directores a nivel internacional
El Comando Con Venezuela a su vez cuenta con la presencia en más de 28 países y más de 400 ciudades dónde se han conformado oficialmente los Comandos en el exterior.
| País                 | Director          |
| -------------------- | ----------------- |
| Argentina            | Adriana Flores    |
| Colombia             | Mariluz Palma     |
| Chile                | Alexander Maita   |
| Ecuador              | Desirée Olaves    |
| España               | José Vega         |
| Uruguay              | Gustavo Becerra   |
| República Dominicana | Klever Correa     |
| Panamá               | Ricardo Contreras |
| Peru                 | Luis Villasana    |
| Países Bajos         | David Cáceres     |
| México               | Edson Martinez    |
| Costa Rica           | Gaby Onetto       |
| Estados Unidos       | Maria T Morín     |
| Japón                | Nelson Izquierdo  |

## Organizaciones integrantes o afiliadas
El Comando Con Venezuela es una articulación paralela a la Plataforma Unitaria y no forma parte de la misma, sin embargo, la siguiente lista enumera a las organizaciones que participan de la coordinación política que impulsó la candidatura de Edmundo González Urrutia en las elecciones presidenciales de 2024.
| Coordinación        | Organización                                            | Organización                          | Ref    |
| ------------------- | ------------------------------------------------------- | ------------------------------------- | ------ |
| Primarias           |                                                         | Vente Venezuela                       |        |
| Primarias           |                                                         | Voluntad Popular                      | [ 25 ] |
| Primarias           |                                                         | Alianza Bravo Pueblo                  | [ 18 ] |
| Primarias           |                                                         | Convergencia                          | [ 19 ] |
| Primarias           |                                                         | Carabobo Militancia Nacional          | [ 23 ] |
| Primarias           |                                                         | Gente Emergente                       | [ 20 ] |
| Primarias           |                                                         | Organización Fuerza en Movimiento     | [ 21 ] |
| Primarias           |                                                         | Generación Independiente              | [ 24 ] |
| Primarias           |                                                         | Alianza Social Independiente de Sucre | [ 22 ] |
| Plataforma Unitaria |                                                         | Acción Democrática                    |        |
| Plataforma Unitaria | Un Nuevo Tiempo                                         |                                       |        |
| Plataforma Unitaria | Primero Justicia                                        |                                       |        |
| Plataforma Unitaria | Encuentro Ciudadano                                     |                                       |        |
| Plataforma Unitaria | La Causa Radical                                        |                                       |        |
| Plataforma Unitaria | Comité de Organización Política Electoral Independiente |                                       |        |
| Plataforma Unitaria | HF Venezuela                                            |                                       |        |
| Plataforma Unitaria | Movimiento por Venezuela                                |                                       |        |
| Plataforma Unitaria | Mesa de la Unidad Democrática (Partido)                 |                                       |        |

## Ideología y programa de gobierno

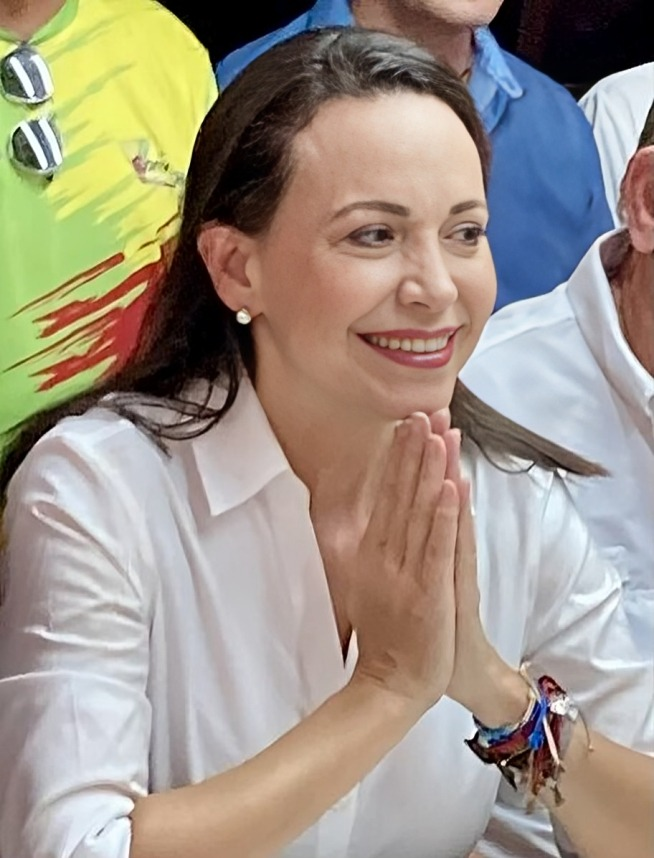
María Corina Machado, líder del Comando.

En la mayoría de sus intervenciones, el Comando Con Venezuela reafirma que el movimiento que coordina no está signado por una ideología concreta, anteponiendo una dicotomía «democracia y autocracia» por encima de una dicotomía ideológica de «izquierda y derecha». A tal fin, el Comando considera la remoción del poder del régimen de Nicolás Maduro por medios pacíficos, la restauración de la democracia y el estado de derecho en Venezuela y el retorno de los refugiados y exiliados venezolanos al país como su objetivo primordial en el corto plazo. Durante la campaña electoral, el Comando enfatizó la liberación inmediata de todos los presos políticos y la organización de una transición política hasta la realización de nuevas elecciones con plenas garantías como las acciones a llevar a cabo por una presidencia encabezada por Edmundo González Urrutia. Mientras tanto, aunque su composición es amplia y heterogénea, el movimiento político que el Comando articula tiene una estructura fuertemente vertical, encolumnada en torno al liderazgo personal de la propia María Corina Machado, por lo que sus posicionamientos se ven fuertemente influidos por sus puntos de vista. El Comando apela constantemente a la exaltación religiosa, remarcando la lucha por la restauración de la democracia en Venezuela como una «lucha espiritual». Es común que las actividades políticas del Comando incorporen elementos de simbología católica, como el uso de rosarios o la realización de oraciones públicas.
Se considera que el programa electoral impulsado por Machado de cara a las primarias, adaptado posteriormente para las presidenciales, «Venezuela Tierra de Gracia», redondea las principales propuestas institucionales, sociales y económicas para una eventual administración del movimiento coordinado por el Comando en caso de tomar el poder. El mismo defiende una agenda de centroderecha liberal fundamentado en tres principios clave: el desarrollo individual, Estado eficiente y economía de libre mercado. A través de seis ejes de política, promueve establecer un «nuevo acuerdo nacional» que fomente la convivencia pacífica, garantice el acceso a bienes y servicios públicos, y promueva la inclusión y la movilidad social, asegurando que cada venezolano pueda contribuir al desarrollo del país. El programa también enfatiza la importancia de fortalecer las instituciones democráticas y la independencia de los poderes públicos, con el objetivo de evitar abusos de poder y garantizar elecciones libres y transparentes. Se propone una reorganización del gobierno para hacerlo más eficiente y centrado en sus funciones esenciales, así como la implementación de políticas que estimulen la economía, protejan el medio ambiente y restablezcan el lugar de Venezuela en el ámbito internacional. En conjunto, estas iniciativas buscan crear un entorno donde los ciudadanos puedan disfrutar de sus derechos y libertades, y donde se fomente un crecimiento sostenible.
El gobierno de Nicolás Maduro considera al Comando Con Venezuela, sus partidarios y organizaciones políticas integrantes como una fuerza «de ultraderecha», con «elementos fascistas y terroristas».

## Resultados electorales

### Elecciones primarias
| Año  | Candidato            | Votos     | %                | Posición |
| ---- | -------------------- | --------- | ---------------- | -------- |
| 2023 | María Corina Machado | 2 253 825 | \| \| 92.35 % \| | Electa   |
|      | 92.35 %              |           |                  |          |

### Elecciones presidenciales
|  | 67.09 % |

|  | 43.18 % |